# Toxoniella
Genre
Toxoniella est un genre d'araignées aranéomorphes de la famille des Liocranidae.

## Distribution
Les espèces de ce genre sont endémiques du Kenya.

## Liste des espèces
Selon World Spider Catalog (version 22.0, 17/03/2021) :
- Toxoniella nyeri Oketch & Li, 2021 ;
- Toxoniella rogoae Warui & Jocqué, 2002 ;
- Toxoniella taitensis Warui & Jocqué, 2002 ;
- Toxoniella tharaka Oketch & Li, 2021 ;
- Toxoniella waruii Oketch & Li, 2021.

## Publication originale
- Warui & Jocqué, 2002 : « The first Gallieniellidae (Araneae) from eastern Africa. » The Journal of Arachnology, vol. 30, no 2, p. 307-315 (texte intégral).